# 謝冠生
謝 冠生（しゃ かんせい）は中華民国（台湾）の政治家・法学者。主に司法行政分野で要職を歴任し、台湾では司法院院長にまで昇進した。名は寿昌だが、字の冠生で知られる。

## 事跡
浙江第一中学、徐匯中学を卒業後、1915年（民国4年）に商務印書館に入り、『辞源』や『中国地名大辞典』の編集業務に参加した。その後、震旦大学法科で学び、1922年（民国11年）に卒業するとフランスに留学している。フランスではパリ大学法学研究所で学び、1924年（民国13年）に法学博士の学位を取得した。
帰国後の謝冠生は、震旦大学、復旦大学、中国公学、法政大学で教授を歴任した。1926年（民国15年）冬、国民革命軍が北伐で武漢に至ると、外交部秘書として登用された。南京に国民政府が成立してからも引き続き外交部に留まり、秘書や条約委員会委員を歴任している。また、国立中央大学法律系主任兼法学院院長も務めた。1930年（民国19年）4月、司法院参事処参事に転じる。1934年（民国23年）10月、司法行政部政務次長となり、1936年（民国25年）3月には司法院秘書処秘書長を務めた。
日中戦争（抗日戦争）勃発後の1937年（民国26年）8月、司法行政部部長に昇進し、以後、1948年（民国37年）12月まで11年の長期にわたってこの地位に在り、司法官任用などの事業に携わった。1945年（民国34年）5月、中国国民党第6期中央監察委員に選出され、1947年（民国36年）4月には、行政院政務委員も兼ねた。司法行政部長離任後は、公務員懲戒委員会委員長兼司法院秘書長に転じている。
国共内戦で国民党が敗北すると、謝冠生も台湾に逃れた。1950年（民国39年）5月、司法院副院長に任命され、1958年（民国47年）6月、司法院長に昇進している。
1971年（民国60年）12月22日、台北市にて病没。享年75（満74歳）。著書に『中華民国憲法概論』（英文書）、『法理学大綱』、『ローマ法大綱』、『中国法制史』（フランス語）、『ソ連と国際法』（英文書）がある。